# グランド・セフト・オート サウンドトラック
グランド・セフト・オート サウンドトラックでは、米国Rockstar Gamesのゲームソフト『グランド・セフト・オート』（GTA）に登場するラジオ局について紹介する。

## ラジオ局

### Brooklyn Underground FM
ジャンル
トランス
曲リスト
- Retrograde - "Benzoate" (C.Conner)
- Government Listening Post - "E104" (C.Conner)
- Trancefer - "Figiwhiz" (C.Conner)

### The Fix FM
ジャンル
テクノ
曲リスト
- Animal Testing Centre - "DSP" (C.Conner)
- Rotorman - "Ride" (C.Conner)
- Technophiliak - "Lagerstar" (G.Middleton)

### The Fergus Buckner Show FM
ジャンル
カントリーミュージック
曲リスト
- Sideways Hank O'Malley (and The Alabama Bottle Boys) - "The Ballad of Chapped Lip Calquhoun" (C.Anderson/B.Baglow)

### Head Radio FM
ジャンル
ポップ/ロック
曲リスト
- Reality Bubble - "Days Like These" (C.Conner)
- Meme Traders - "Automatic Transmission" (Grant Middleton)
- Ohjaamo - "Complications" (C.Conner)

Head Radio は『GTA』のほか『GTA2』や『GTAIII』、『GTALCS』にも登場している。

### It's Unleashed FM
ジャンル
オルタネイティブ/ハードロック
曲リスト
- Stikki Fingers - "4 Letter Love" (C.Anderson/B.Baglow)
- The Hounds - "Let It Out" (C.Conner)
- Bleeding Stump - "Just Do It" (C.Anderson)

### N-CT FM
ジャンル
ヒップポップ/ラップ
曲リスト
- Da Shootaz - "Joyride" (Craig Conner)
  - オープニングでも使用されている曲で、ジャンルはギャングスタ・ラップ。『グランド・セフト・オートIII』では「Grand Theft Auto」に改題され、ゲーム内のラジオ局「Lips 106」でかけられる。しかし、オリジナル版の歌詞では二箇所で「Fuck」と綴っている部分が、DJの声で修正された。1箇所目の“fucked on Crack”は“Lips”という単語に置き換えられている。2箇所目は、実在するNYPD（ニューヨーク市警察）、LAPD（ロサンゼルス市警察）、SFPD（サンフランシスコ市警察）を“Don't fuck with me”と罵る表現であったが、その部分は“106”とされた。放送禁止用語を消すようなものである。それ以外でも同作ではポケベルの着信音に使われている。
  - これ以後の作品でも、『グランド・セフト・オート・バイスシティ』では8bit音源風のものがOPタイトルに、『グランド・セフト・オートIV』ではゲーム内で使用する携帯電話の着信音に使われるなど、シリーズを通じて使用されている。

- Slumpussy - "This Life" (C.Conner/Robert DeNegro)
- CCC Featuring Robert DeNegro - "Blow Your Console" (C.Conner/R.DeNegro)

### Radio '76 FM
ジャンル
ファンク/レトロ (This radio station's name is referred to in-game as Funk FM.)

曲リスト
- Ghetto Fingers - "On The Move" (Colin Anderson)
- Ashtar - "Aori" (C.Anderson)
- Stylus Exodus - "Pootang Shebang" (C.Anderson)